# Saccharomyces carlsbergensis
Saccharomyces carlsbergensis са вид дрожди – едноклетъчни гъби. Те са хибрид между Saccharomyces bayanus и Saccharomyces cerevisiae.